# Apodemus pallipes
Apodemus pallipes es una especie de roedor de la familia Muridae.

## Distribución geográfica
Se encuentra en Kirguistán, Tayikistán, Afganistán, India, Irán, Nepal y Pakistán.